# Miguel Bravo Guarida
Miguel Bravo Guarida (n. León, 8 de mayo de 1873 - f. 18 de febrero de 1950), fue un inspector de educación leonés y director del periódico El Mensajero Leonés.
También fue uno de los impulsores del leonesismo cultural. Hablaba de la lengua leonesa e incluso de la patria leonesa, llegó hasta mencionar el nacionalismo e imperialismo leonés. Es considerado el precursor de las ideas nacionalistas en el País Leonés.
Estudió Derecho en la Universidad de Oviedo, y Magisterio en León.
Ejerció diversos cargos en la administración pública, y fue miembro de destacadas instituciones, como la Real Academia de la Historia o el Centro de Estudios "San Isidoro", y director del Diario de León.
Publicó varios estudios sobre historia de León.

## Obras
- León: guía del turista (1913)
- Páginas leonesas: el castillo de Ponferrada (Memoria histórico-descriptiva) (1923)
- Rincones de León (1935)